# Dreams and Realities - La forza dei sogni
Dreams and Realities - La forza dei sogni (Hayaller ve Hayatlar) è una serie televisiva turca composta da 26 episodi, distribuita sul servizio di streaming beIN CONNECT dal 17 febbraio al 12 maggio 2022.
In Italia la serie è stata pubblicata in esclusiva sul servizio di streaming Mediaset Infinity dal 29 gennaio al 4 marzo 2024 e in seguito trasmessa in chiaro su La5 dal 10 aprile al 20 maggio 2024.

## Trama
La serie racconta la storia di quattro donne: Dicle Aydın, Güneş, Setenay e Melike, che cercano con tutte le loro forze di realizzare i propri sogni.

## Episodi
In Turchia la serie, composta da un'unica stagione di 26 episodi, è stata pubblicata sul servizio di streaming beIN CONNECT dal 17 febbraio al 12 maggio 2022.
In Italia la serie, anch'essa composta da un'unica stagione di 26 episodi, è stata pubblicata in esclusiva sul servizio di streaming Mediaset Infinity dal 29 gennaio al 4 marzo 2024 dal lunedì al venerdì e in seguito trasmessa in chiaro su La5 dal 10 aprile al 20 maggio 2024 dal lunedì al venerdì.
| Stagione       | Episodi | Pubblicazione Turchia | Pubblicazione Italia |
| -------------- | ------- | --------------------- | -------------------- |
| Prima stagione | 26      | 2022                  | 2024                 |

## Personaggi e interpreti

### Personaggi principali
- Dicle Aydın, interpretata da Özge Gürel, doppiata da Gaia Bolognesi.
- Güneş, interpretata da Aybüke Pusat, doppiata da Alice Venditti.
- Setenay, interpretata da Melisa Aslı Pamuk, doppiata da Rossa Caputo.
- Melike, interpretata da Yeşim Ceren Bozoğlu, doppiata da Rachele Paolelli.
- Sergen, interpretato da Yusuf Çim, doppiato da Raffaele Carpentieri.
- Emre, interpretato da Ekin Mert Daymaz, doppiato da Alessandro Campaiola.
- Alaz, interpretato da Serkay Tütüncü, doppiato da Federico Viola.
- Mehveş, interpretata da Özge Özacar, doppiata da Erica Necci.
- Meryem, interpretata da Beyza Şekerci, doppiata da Giulia Catania.

### Personaggi secondari
- Selin, interpretata da Tuğçe Karabacak, doppiata da Myriam Catania.
- Nursel, interpretata da Gökçe Yanardağ., doppiata da Sabrina Duranti.
- Aydan, interpretata da Ayşen Sezerel, doppiata da Angiola Baggi.
- Fikret, interpretata da Şebnem Zorlu, doppiata da Benedetta Ponticelli.
- Bekir, interpretato da Kubilay Penbeklioğlu, doppiato da Alessandro Budroni.
- Cankurt, interpretato da Ayhan Bozkurt., doppiato da Stefano Thermes.
- Yiğit, interpretato da Halil İbrahim Kurum, doppiato da  Fabrizio De Flaviis.
- Fırat, interpretato da Sercan Gülbahar, doppiato da Stefano Broccoletti.
- Birsen, interpretata da Burcu Halaçoğlu.
- İdil, interpretata da Bilgesu Kural, doppiata da Vittoria Bartolomei.
- Cihan, interpretato da Alican Aytekin, doppiato da Gianluca Cortesi.
- Lale, interpretata da Melis Sevinç, doppiata da Valentina Stredini.
- Pelin, interpretata da Selda Uyan, doppiata da Arianna Vignoli.
- Cahide, interpretata da Öznur Ön, doppiata da Rossella Izzo.
- Mete, interpretato da Tufan Günaçan.
- Su, interpretata da Bengisu Soylu, doppiata da Alessandra Bellini.
- Aslı, interpretata da Begüm Tabak, doppiata da Laura Marcucci.
- Buse, interpretata da Handenur Ilkay, doppiata da Sophia Di Pietro.
- Derya, interpretata da Derya Aldemir, doppiata da Annalisa Usai.
- Ertan, interpretato da Erkut Emre Sungur, doppiato da Paolo Macedonio.

## Produzione
La serie è diretta da Altan Dönmez e Orkun Çatak, scritta da Yelda Eroğlu e Yeşim Çıtak e prodotta da NG Medya.

### Riprese
Le riprese sono state effettuate interamente a Istanbul e nei dintorni.